# De transfiguratie van Christus
De transfiguratie van Christus (Italiaans: Trasfigurazione di Cristo) is een schilderij van Giovanni Bellini, dat hij in 1478 of 1479 schilderde. Tegenwoordig maakt het schilderij deel uit van de collectie van het Museo di Capodimonte in Napels.

## Voorstelling
In de evangeliën van Marcus, Lucas en Matteüs wordt beschreven hoe Jezus een berg beklimt met Petrus, Johannes en Jacobus. Hoewel de naam niet in de Bijbeltekst voorkomt, wordt de gebeurtenis traditioneel op de Taborberg gesitueerd. Boven op de berg neemt Jezus een andere gedaante aan; uit zijn lichaam schijnt nu een stralend wit licht. Zo toont hij zijn goddelijke aard aan. Tegelijkertijd verschijnen Mozes en Elia en horen de apostelen een stem uit een wolk zeggen: "Dit is mijn geliefde Zoon".
Bellini schilderde de transfiguratie in 1455 voor de eerste keer, een werk dat tegenwoordig in het Museo Correr te zien is. De hoge berg van dat schilderij heeft op de versie in Napels plaats gemaakt voor een lichte verhoging in een naturalistisch landschap. De drie apostelen hebben hun hoofden afgewend van Christus, verblind door het felle licht dat hij uitstraalt. Het schilderij valt vooral op door zijn harmonische, symmetrische compositie en de prachtige weergave van de geplooide gewaden. De gezichten van Johannes en Petrus en bladeren aan de boom rechts zijn tijdens een oude restauratie geschilderd.
Bellini slaagde erin om de figuren op de voorgrond te integreren in het landschap. Overal zijn sporen van menselijke activiteit te zien; links ploegt een boer zijn akker, terwijl rechts twee personen staan te praten aan de voet van een stadsmuur. In de stad op de achtergrond zijn enkele gebouwen uit Ravenna te herkennen: het mausoleum van Theodorik en de campanile van de Sant'Apollinare in Classe. Dit laatste gebouw is ook op Martinengo's piëta in de verte te zien. De kloof op de voorgrond brengt een duidelijk scheiding aan tussen de toeschouwer en de heilige figuren. De manier waarop de rotsen geschilderd zijn, verraadt de invloed van Bellini's zwager Andrea Mantegna. Bellini signeerde zijn werk op een cartouche aan een provisorisch hek voor de afgrond: IOANNES BELLI/NUS ME PINXIT.
Een inscriptie op de schriftrol in Mozes' handen noemt het Joodse jaartal 5239, wat erop zou duiden dat het schilderij tussen september 1478 en oktober 1479 is ontstaan. Mogelijk was het bestemd voor de grafkapel van aartsdeken Alberto Fioccardo in de kathedraal van Vicenza waaraan gewerkt werd tussen 1467 en 1484. Veel later duikt het werk op in de collectie Farnese in Parma, die in 1734 naar Napels verhuisde.

## Afbeeldingen

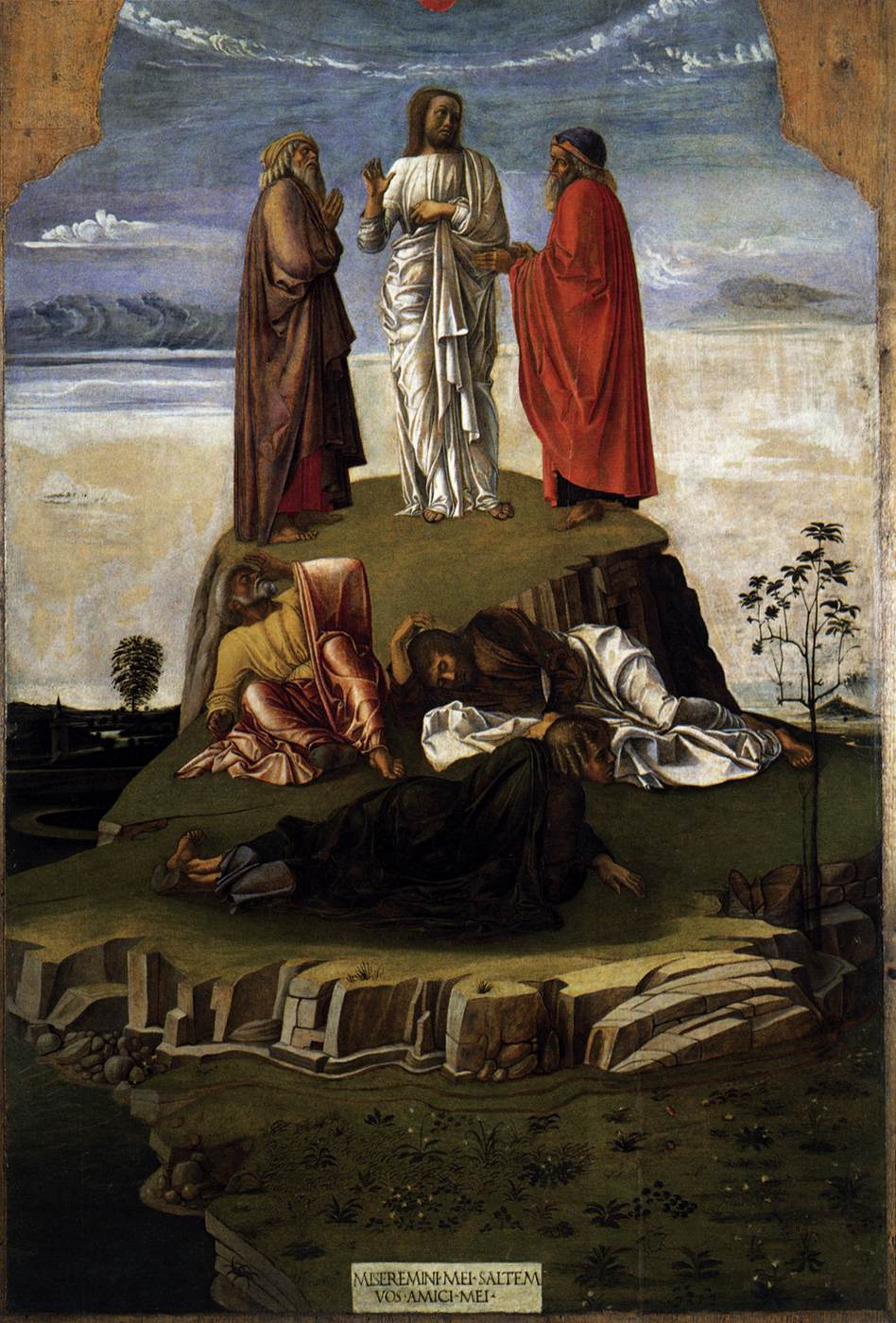
De transfiguratie van Christus (circa 1455)
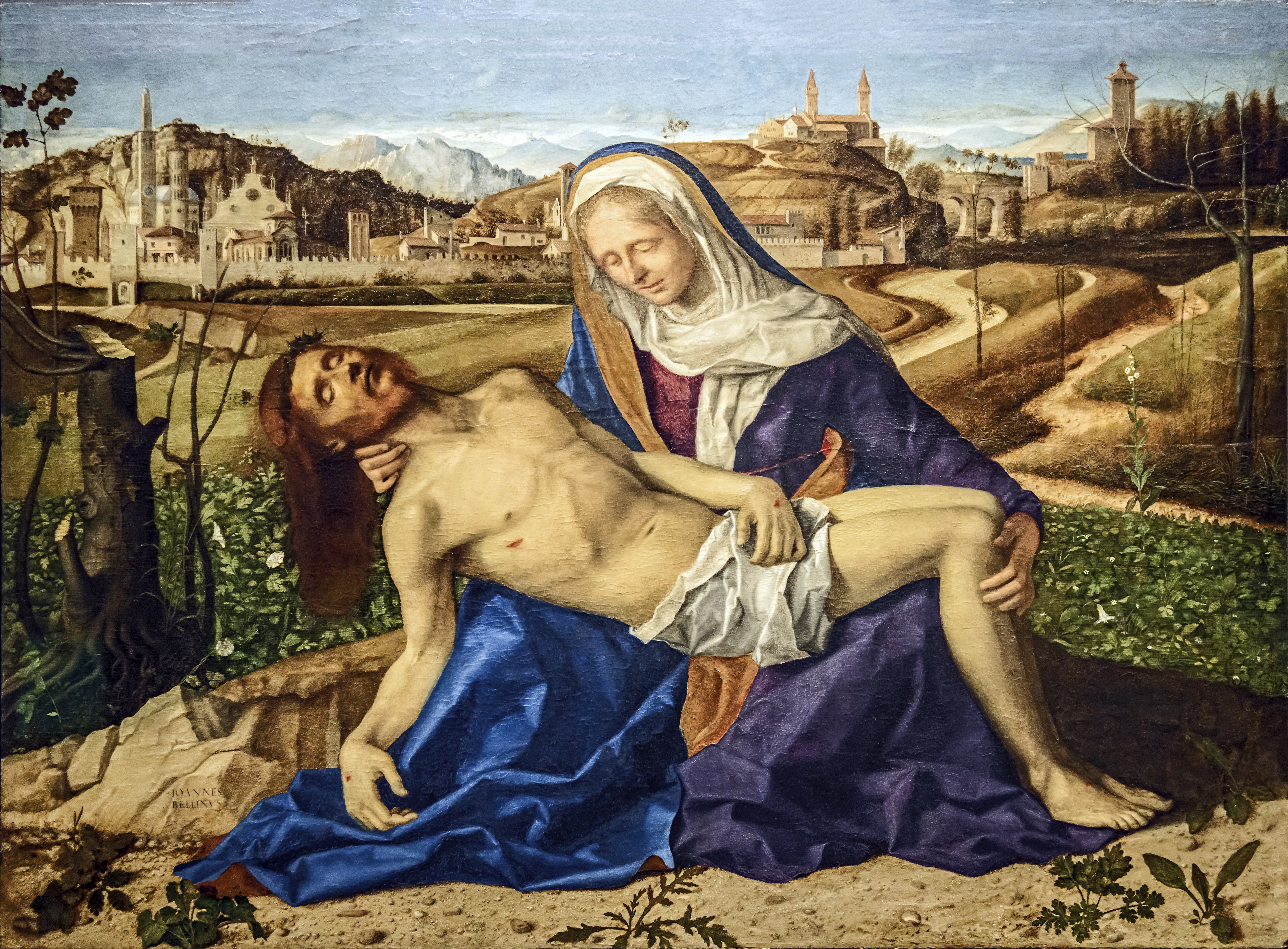
Martinengo's piëta (circa 1505)